# Carlina salicifolia
Espèce
Carlina salicifolia est une espèce de plantes à fleurs de la famille des Astéracées (ou Composées), endémique à la Macaronésie

## Synonymes
- Carthamus salicifolius L. f.
- Carlowizia salicifolia (L. f.) Moench
- Onobroma salicifolium (L. f.) Link

## Répartitions
Falaises rocheuses de Madère, Porto-Santo, Îles Desertas et des Îles Canaries.

## Description

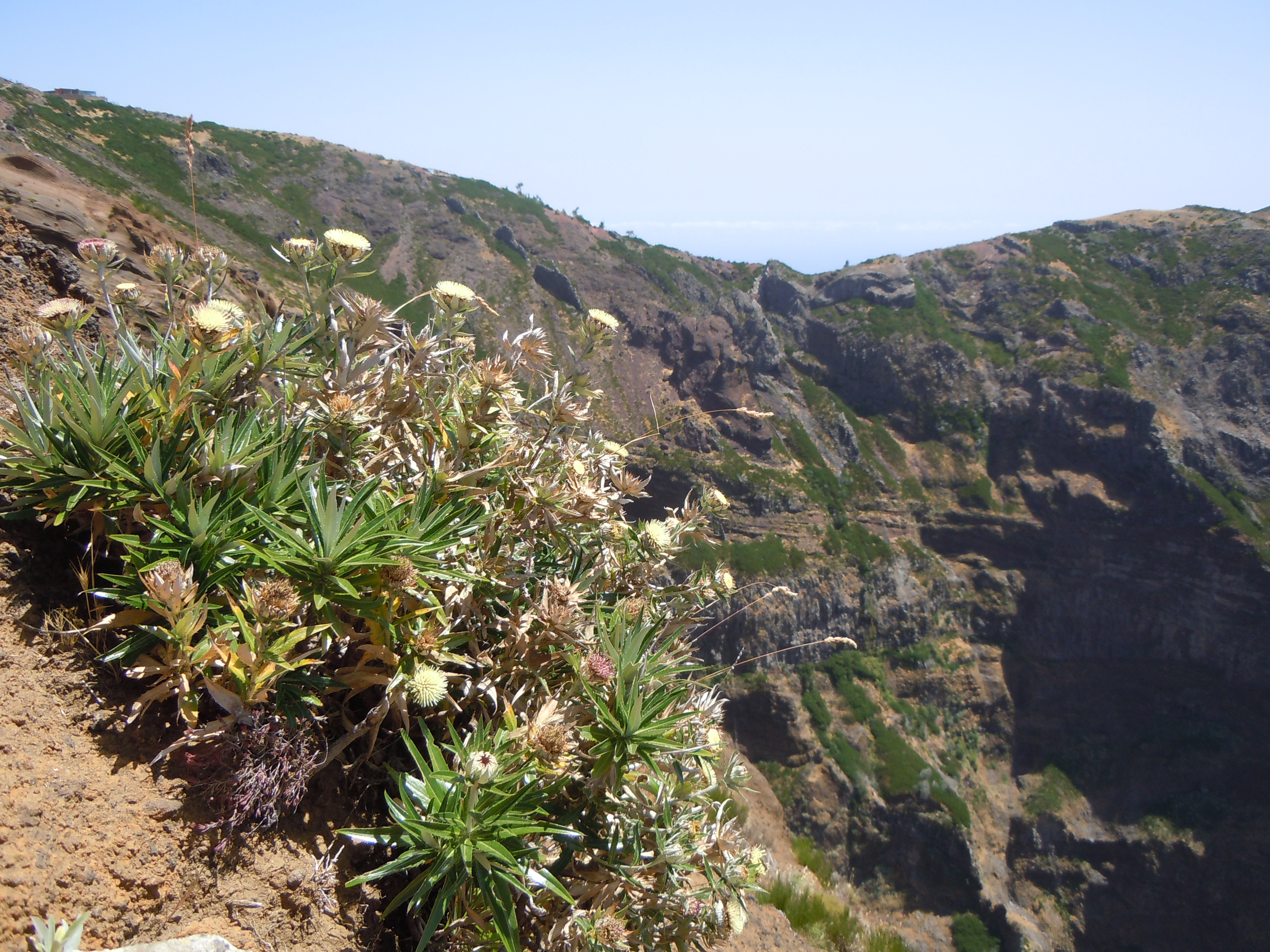
Carlina salicifolia dans le massif du Pico do Arieiro à Madère.

- Plante herbacée pérenne pouvant atteindre 1 m de hauteur
- Capitules de 15 à 30 mm de diamètre.
- Feuilles lancéolées en forme de feuilles de saule.